# 宗教制度調査会
宗教制度調査会（しゅうきょうせいどちょうさかい）は、文部大臣の監督の下に、その諮問に応じて宗教制度に関する重要事項を調査審議する諮問機関である。また、宗教制度に関する重要事項について文部大臣に建議を行うことができる。　

## 概要
1926年（大正15年）5月13日、宗教制度調査会官制（大正15年勅令第116号）が公布され、同日施行された。宗教制度調査会は、会長1人及び委員40人以内で組織することとされた。
1940年（昭和15年）3月30日、宗教制度調査会は、廃止された。

## 参考資料
- 「行政資料　宗教制度調査会名簿」『宗務時報』No.119、文化庁文化部宗務課、平成27年3月